# District de Châtel-Saint-Denis
 (signalé en juin 2025).
Si vous disposez d'ouvrages ou d'articles de référence ou si vous connaissez des sites web de qualité traitant du thème abordé ici, merci de compléter l'article en donnant les références utiles à sa vérifiabilité et en les liant à la section « Notes et références ».
- Archive Wikiwix
- Bing
- Cairn
- DuckDuckGo
- E. Universalis
- Gallica
- Google
- G. Books
- G. News
- G. Scholar
- Persée
- Qwant
- (zh) Baidu
- (ru) Yandex
- (wd) trouver des œuvres sur Wikidata

1798–1848
Entités précédentes :
- Bailliage de Châtel-Saint-Denis
- Bailliage d'Attalens

Entités suivantes :
- District de la Veveyse

Le district de Châtel-Saint-Denis est un ancien district du canton de Fribourg qui a existé de 1798 à 1848. En 1848, il rejoint le nouveau district de la Veveyse.
Le district est composé des communes de Châtel-Saint-Denis, Attalens, Bossonnens, Granges (Veveyse), Remaufens, Semsales et La Rougève (de 1803 à 1815 et de 1830 à 1848).